# Francisco Ferrera

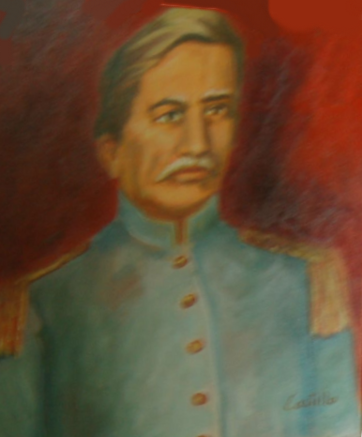
Francisco Ferrera

Francisco Ferrera (* 29. Januar 1794 in San Juan de Flores; † 10. April 1851 im Departamento Chalatenango) war von 1841 bis 1844 Präsident von Honduras.

## Leben

### Herkunft und frühe militärische Laufbahn
Francisco Ferrera wuchs unter der Vormundschaft des Priesters José León Garín auf und ging in Tegucigalpa zur Schule. 1813 kehrte er nach San Juan de Flores zurück und arbeitete als Küster, Musiker, Violinist, Stadtrat und Bürgermeister. Beim Angriff von José Justo Milla Pineda auf Comayagua meldete er sich zur Miliz. Francisco Ferrera war Mitglied des Partido Conservador.
Ferrera beteiligte sich an den Feldzügen von José Francisco Morazán Quezada. Dazu gehörte das Schlachten bei La Trinidad und Belén Gualcho, wofür er befördert wurde. Er war an der so genannten „Befriedung“ von Olancho, der Niederwerfung eines örtlichen Aufstandes, beteiligt. Im März 1832 schlugen seine Truppen im Departamento Yoro und später bei Sonaguera und Trujillo die Truppen von Vicente Domínguez, eines aus Mexiko stammenden Caudillo, der den Aufstand in Olancho unterstützt hatte. Zum Dank wurde Ferrera zum General befördert.
Am 31. Dezember 1832 wählte das Parlament Joaquín Rivera Bragas zum Regierungschef der Provinz Honduras innerhalb der Zentralamerikanischen Konföderation und Ferrera zu seinem Stellvertreter. Vom 24. September 1833 bis zum 10. Januar 1834 vertrat er den erkrankten Regierungschef Joaquín Rivera Bragas.

### Unabhängigkeitskrieg
Am 26. Oktober 1838 erklärte der Regierungschef der Provinz Honduras, José María Martinez Salinas, die Provinz Honduras zum unabhängigen Staat. Daraufhin kam es zum Krieg mit der von Morazán geführten Bundesregierung der Zentralamerikanischen Konföderation. Ferrera kämpfte auf Seiten der Separatisten. Am 5. April 1839 wurden seine Truppen und die Truppen, die ihm aus Nicaragua zur Hilfe gekommenen waren, in der Schlacht von Espíritu Santo in El Salvador von Morazáns Truppen geschlagen. Am 25. September 1839 wurden seine Truppen in San Pedro Perulapán überrascht. Bei diesem Gefecht wurde Ferrera verletzt, er flüchtete nach Nicaragua. Am 31. Januar 1840 kämpfte Ferrera in der Schlacht in den Llanos de El Potrero (in der Nähe von Tegucigalpa) an der Seite von Manuel Quijano y García gegen die Truppen von José Trinidad Cabañas.

### Präsident von Honduras
Am 8. April 1840 war Morazán vorübergehend nach Kolumbien ins Exil gegangen. Am 6. Juni 1840 rief das Parlament gemäß der Verfassung vom 11. Januar 1839 Präsidentschaftswahlen aus. Dabei wurde Francisco Ferrera gewählt. Am 1. Januar 1841 trat er sein Amt als Präsident an. Sein Kabinett bestand aus:
- Stellvertreter: Felipe Jáuregui, Juan Ignacio Vega y Coronado Chávez
- Privatsekretär: Francisco Alvarado
- Secretario General: Encarnación Maradiaga
- Außenminister: Lupario Romero/Francisco Alvarado/Juan Morales/Coronado Chávez
- Kriegsminister: Francisco Inestroza/José Julián Tercero
- Finanzminister: Casto José Alvarado.

Eine Pocken-Epidemie brach kurz nach seinem Regierungsantritt in Comayagua, Tegucigalpa und La Paz aus und verbreitete sich über ganz Honduras.
In Ferreras Amtszeit wurde der Hafen von La Paz, welcher heute San Lorenzo heißt, instand gesetzt und eine Heeresreform durchgeführt. Im Mai 1842 wurde eine Amnestie erlassen. Ferrera beendete seine erste Amtszeit am 31. Dezember 1842 und ein regierender Ministerrat aus Juan Morales, José Julián Tercero und Casto Alvarado übernahm sein Amt von 1. Januar bis 23. Februar 1843. In dieser Zeit wurde Ferrera wiedergewählt. Seine Minister waren nun Felipe Jaúrequi, Ignacio Vega und Coronado Chávez.
Auf Druck des britischen Konsuls Frederick Chatfield erkannte er 1843 Thomas Lowry Robinson als Monarch des britischen Protektorates Miskitoküste an.

### Kirchenpolitik
Ferrera betrieb ein von Konservativen Überzeugungen bestimmte, den Klerus begünstigende Kirchenpolitik. Der Diezmo, eine Kirchensteuer, die Diego Vigil Cocaña als liberaler Präsident der Zentralamerikanischen Konföderation abgeschafft hatte, wurde wieder eingeführt, ebenso die Primicias („die ersten Früchten“), ursprünglich eine Abgabe auf die Ernte, die faktisch zu einer weiteren Steuer zugunsten der Kirche geworden war. Der Kirche gestand er eine eigene Gerichtsbarkeit zu. Das kirchliche Colegio Tridentino de Comayagua wurde wieder eröffnet. 1843 wurde das von früheren Regierungen konfiszierte Kircheneigentum zurückübereignet. Er dekretierte die Novena Recopilación de las Leyes de Indias, eine teilweise Wiederaufnahme der die indigene Bevölkerung betreffenden Gesetzgebung aus der spanischen Kolonialzeit, einschließlich der Bestimmungen zu deren Schutz.
1843 ließ er – nach 35-jähriger Vakanz des Amtes – den Priester Francisco de Paula Campoy y Pérez zum „Bischof von Honduras“ mit Sitz in Comayagua ernennen; er wurde im Jahr darauf zum Bischof geweiht.

### Bürgerkrieg und „Guerra de Malespín“
1842 war Morazán, der nach wie vor eine der führenden Persönlichkeiten der liberalen Partei (Partido Liberal) in Zentralamerika war, aus dem Exil zurückgekehrt und hatte sich zum Präsidenten von Costa Rica wählen lassen. Juan José Guzmán, Präsident von El Salvador, brach daraufhin die diplomatischen Beziehungen zu Costa Rica ab und bildete als antiliberales Bündnis: die Confederación de Centroamérica. Diesem schlossen sich die vom konservativen Lager (Partido Conservador) gestellten Regierungen von Francisco Ferrera in Honduras und Pablo Sánchez de Buitrago y Benavente in Nicaragua an. Im Zuge der Auseinandersetzungen zwischen Liberalen und Konservativen kam es in Honduras zu Aufständen in Texiguat, Tegucigalpa, Liure, El Corpus und Danlí, die sich 1844 in einigen Landesteilen zu einem Bürgerkrieg ausweiteten.
Ferrera unterstützte den Staatschef von El Salvador, Guerra de Malespín, bei dessen Feldzug gegen die Anhänger der Liberalen Partei in León (Nicaragua), meist als „Guerra de Malespín“ (Malespíns Krieg) bezeichnet. Um für diesen Feldzug frei zu sein, bei dem auf der Gegenseite seinen Amtsvorgänger Joaquín Rivera Bragas kämpfte, übergab Ferrera sein Amt als Präsident von Honduras während der Monate Oktober und November 1844 an einen geschäftsführenden Ministerrat, gebildet von Casto Alvarado und Coronado Chávez. Am 31. Dezember 1844 endete Ferreras zweite Amtszeit als Präsident von Honduras.
Von 1845 bis 1847 war Ferrera Kriegsminister in der Regierung von Coronado Chávez. Vom 1. Januar bis zum 12. Februar 1847 war er mit José Santos Guardiola Bustillo und Casto Alvarado Mitglied eines regierenden Ministerrates. Nachdem Juan Lindo infolge des Pacto de Pespire vom 25. März 1850 seine Präsidentschaft in Honduras wieder ausüben konnte, sah Ferrera sich gezwungen, sich nach El Salvador ins Exil zu begeben. Dort starb er im Jahr darauf.